# Staniewice (gromada)
Staniewice – dawna gromada, czyli najmniejsza jednostka podziału terytorialnego Polskiej Rzeczypospolitej Ludowej w latach 1954–1972.
Gromady, z gromadzkimi radami narodowymi (GRN) jako organami władzy najniższego stopnia na wsi, funkcjonowały od reformy reorganizującej administrację wiejską przeprowadzonej jesienią 1954 do momentu ich zniesienia z dniem 1 stycznia 1973, tym samym wypierając organizację gminną w latach 1954–1972.
Gromadę Staniewice z siedzibą GRN w Staniewicach utworzono – jako jedną z 8759 gromad na obszarze Polski – w powiecie sławieńskim w woj. koszalińskim na mocy uchwały nr 43/54 WRN w Koszalinie z dnia 5 października 1954. W skład jednostki weszły obszary dotychczasowych gromad Staniewice, Wilkowice, Tyn, Tokary, Mazów i Nosalin ze zniesionej gminy Wrześnica w tymże powiecie. Dla gromady ustalono 9 członków gromadzkiej rady narodowej.
31 grudnia 1959 do gromady Staniewice włączono wieś Pieszcz z gromady Postomino w tymże powiecie.
31 grudnia 1961 z gromady Staniewice wyłączono: a) wieś Tokary, włączając ją do gromady Sławno, oraz b) wsie Tyn, Pieszcz i Mazów, włączając je do gromady Postomino – w tymże powiecie, po czym gromadę Staniewice zniesiono, a jej (pozostały) obszar włączono do gromady Wrześnica tamże.